# Les SEGPA
 (juillet 2023).
 (juillet 2023).
La mise en forme du texte ne suit pas les recommandations de Wikipédia : il faut le « wikifier ».
Les points d'amélioration suivants sont les cas les plus fréquents. Le détail des points à revoir est peut-être précisé sur la page de discussion.
- Les titres sont pré-formatés par le logiciel. Ils ne sont ni en capitales, ni en gras.
- Le texte ne doit pas être écrit en capitales (les noms de famille non plus), ni en gras, ni en italique, ni en « petit »…
- Le gras n'est utilisé que pour surligner le titre de l'article dans l'introduction, une seule fois.
- L'italique est rarement utilisé : mots en langue étrangère, titres d'œuvres, noms de bateaux, etc.
- Les citations ne sont pas en italique mais en corps de texte normal. Elles sont entourées par des guillemets français : « et ».
- Les listes à puces sont à éviter, des paragraphes rédigés étant largement préférés. Les tableaux sont à réserver à la présentation de données structurées (résultats, etc.).
- Les appels de note de bas de page (petits chiffres en exposant, introduits par l'outil «  Source ») sont à placer entre la fin de phrase et le point final[comme ça].
- Les liens internes (vers d'autres articles de Wikipédia) sont à choisir avec parcimonie. Créez des liens vers des articles approfondissant le sujet. Les termes génériques sans rapport avec le sujet sont à éviter, ainsi que les répétitions de liens vers un même terme.
- Les liens externes sont à placer uniquement dans une section « Liens externes », à la fin de l'article. Ces liens sont à choisir avec parcimonie suivant les règles définies. Si un lien sert de source à l'article, son insertion dans le texte est à faire par les notes de bas de page.
- La présentation des références doit suivre les conventions bibliographiques. Il est recommandé d'utiliser les modèles {{Ouvrage}}, {{Chapitre}}, {{Article}}, {{Lien web}} et/ou {{Bibliographie}}. Le mode d'édition visuel peut mettre en forme automatiquement les références.
- Insérer une infobox (cadre d'informations à droite) n'est pas obligatoire pour parachever la mise en page.

Pour une aide détaillée, merci de consulter Aide:Wikification.
Si vous pensez que ces points ont été résolus, vous pouvez retirer ce bandeau et améliorer la mise en forme d'un autre article.
Série
Les SEGPA au ski
(2023)
Pour plus de détails, voir Fiche technique et Distribution.
Les SEGPA est un film français réalisé par Ali Bougheraba et Hakim Bougheraba sorti en avril 2022. Cette comédie est la version cinéma de la série Les SEGPA, sur YouTube.
Le film reçoit des critiques négatives à cause de son manque de fraîcheur , son caractère enfantin et de la stigmatisation des SEGPA dans le film.
Le film est notamment co produit par Cyril Hanouna.

## Synopsis
Alors qu'ils ont été virés de leur collège, les élèves de la filière d'enseignement professionnel adapté (SEGPA) intègrent à leur grande surprise le prestigieux Franklin D. Roosevelt College. Le directeur ne veut pas qu'Ichem et ses amis ne détériorent la réputation de l’établissement. Il imagine un stratagème pour virer les SEGPA, tout en conservant les aides de l'État. Les SEGPA ne se laisseront pas faire.

## Fiche technique
- Réalisateurs : Ali Bougheraba et Hakim Bougheraba
- Scénario : Ali, Hakim et Ichem Bougheraba
- Musique : Quentin Mosimann
- Décors :
- Costumes :
- Photographie :
- Son : Jean-Michel Tresallet
- Production : Éric et Nicolas Altmayer, Arnaud Chautard et Jean-Rachid Kallouche
  - Producteur exécutif : Yann Arnaud
- Société de production : French Movie Connection
- Société de distribution : Apollo Films
- Budget : 2,6 millions d'euros
- Pays de production :  France
- Langue originale : français
- Genre : Comédie
- Durée : 99 minutes
- Date de sortie : 20 avril 2022

## Distribution
- Ichem Bougheraba : Ichem
- Walid Ben Amar : Walid, ami d'Ichem
- Arriles Amrani : Arilès, ami d'Ichem
- Kader Bueno : Kader, ami d'Ichem
- Charly Nyobe : Charly, ami d'Ichem
- Lahcène Amari : Lahssen, ami d'Ichem
- Anthony Pinheiro : Saïd, ami d'Ichem
- Emma Smet : Claire Jourdan, petite amie d'Ichem et fille du proviseur
- Inès Boukhelifa : Anaïs, amie de Claire et fille du CPE
- Vadim Agid : Archibald, ami de Claire et rival d'Ichem
- Alicia Tadrist : Kimberley, amie de Claire et Anaïs
- Nicolas Sartous : Michel Jourdan, le proviseur du lycée Franklin D. Roosevelt
- Rebecca Hampton : Clarisse Jourdan, la mère de Claire
- Yacine Belhousse : Edouard Shekam, le CPE du lycée Franklin D. Roosevelt
- Rym Foglia : Chantal Shekam
- Moussa Maaskri : Nouredine
- Frédéric Soulayrol : le principal du collège Robin van Persie
- Candy Chagouri : madame Perruchon, la principale adjointe
- Alban Ivanov : le père de Walid
- Issa Doumbia : le père de Charly
- Camille Lellouche : la chorégraphe des pom-pom girls
- Roman Frayssinet : le prof de biologie des Segpa
- Hakim Jemili : un parent d'élève
- Martine Bourillon : la grand-mère de Claire
- Dimitri Payet : lui-même (caméo)

## Accueil

### Accueil critique
Les critiques sur le film sont négatives.
Le Dauphiné libéré parle d'un film « qui tente de faire rire avec le chagrin d'école » tout en ajoutant que c'est « du cinéma pour les nuls comme on en a déjà vu ».
Le Parisien indique « qu'on se prend d'affection pour ces drôles de cancres » et félicite Ichem Bougheraba pour son jeu.
Télérama déclare : « Sans surprise, le long métrage coproduit par Cyril Hanouna et qui vient de sortir en salles est consternant de bêtise. Il stigmatise les élèves en difficulté des classes des sections d’enseignement général et professionnel. »

## Autour du film

### Suite
Une suite, Les SEGPA au ski, sort au cinéma le 27 décembre 2023.